# Vallrovfluga
Vallrovfluga (Choerades igneus) är en tvåvingeart som först beskrevs av Johann Wilhelm Meigen 1820.  Vallrovfluga ingår i släktet Choerades, och familjen rovflugor. Enligt den finländska rödlistan är arten starkt hotad i Finland. Enligt den svenska rödlistan är arten sårbar i Sverige. Arten förekommer i Götaland, Gotland och Öland. Arten har tidigare förekommit i Svealand men är numera lokalt utdöd. Artens livsmiljö är torra och karga åsmoar.